# Philippe Soupault
Philippe Soupault (Chaville, Francia, 2 de agosto de 1897 - París, 12 de marzo de 1990) fue un Escritor, poeta, político y periodista francés, fue uno de los promotores del dadaísmo en Francia y cofundador del surrealismo.

## Trayectoria
Tras el nacimiento del dadaísmo, iniciado por Tristan Tzara en 1916, participó activamente, junto a André Breton y Louis Aragon, en el desarrollo del movimiento.
En 1920, con Breton fundan el surrealismo. Se mostró contrario a la organización por lo que fue expulsado seis años después.
Emigró a  Túnez y, durante la II Guerra Mundial, fue hecho prisionero por los alemanes; liberado en 1943 se estableció en Argel. Al terminar la guerra se fue a vivir a Estados Unidos, retornando tiempo después a Francia.

## Periodista
Philippe Soupault conoció a Ré Richter  durante una recepción en la Embajada de Rusia en París. Soupault acababa de divorciarse de su segunda esposa y Ré Richter había quebrado, dejándolos a ambos en el limbo; decidieron entonces emprender un viaje de reportajes juntos. Las fotografías que acompañarían los textos de los reportajes de Philippe Soupault fueron realizadas por la propia Ré Richter con su Rolleiflex 6x6. Colaboraron  especialmente para VU, Excelsior o L’Intransigeant. En los años siguientes, los dos realizaron más viajes de reportajes a Alemania, Suiza, Inglaterra, Escandinavia y Túnez. En 1937 se casaron. En 1943, Ré y Philippe Soupault se mudaron a Nueva York. Aquí se reencontraron con muchos de sus amigos europeos, incluidos Kurt Weill, Fernand Léger, André Masson, Herbert Bayer, Hans Richter y Marcel Breuer. Tras el final de la guerra, la pareja Soupault se separó; él regresó a Europa, ella se quedó en Nueva York y escribió reportajes de viaje para International Digest y Travel-Magazine para ganarse la vida.

## Análisis crítico
Destaca su obra "Los campos magnéticos" del año 1920 que escribió con André Bretón, con la que dio comienzo el movimiento surrealista. Del mismo año es su obra poética "Rosa de los Vientos". Entre las novelas sobresalen "El buen apóstol" del año 1923 y "Las últimas noches de París" de 1928. De los ensayos destaca "Guillaume Apollinaire" de 1928. Con "Memorias del olvido", de la década de los ochenta, finalizó su gran producción.

## Obras

### Teatro
- Tu me olvidarás, si quieres. Pieza en 3 actos, en colaboración con André Breton, 1920; reeditada como Los Campos magnéticos, Gallimard, 1967.

- Todos juntos alrededor del mundo. Pieza en 3 actos inspirada en un cuento de los Hermanos Grimm. Alger, Charlot, 1943.

- La prescripción anónima. Sketch, en colaboración con Isidore Bernhart, Lausanne, Eynard et Blanqui, 1947.

- Ríndete!: puesta en escena de Raymond Paquet, Compagnie dramatique d’Aquitaine, Bordeaux, 1972 ; difundida en 1973 por la Tercera cadena ; repuesta en marzo de 1981, Entrepôt Lainé, Bordeaux.

- Te toca jugar. Recueil de 5 pièces. Lyon, J.-M. Laffont, 1980.

### Poesía
- Aquarium. Paris, Impresor P.Birault, 1917.

- Rosa de los vientos. Paris, Au Sans Pareil, 1920.

- Los campos magnéticos, con André Breton. Paris, Au Sans Pareil, 1920.

- Westwego (1917-1922). Paris, Libreria Six, 1922.

- Georgia. Paris, Éd. des Cahiers libres, 1926.

- Hay un océano. Paris, Guy Lévis Mano, 1936.

- Poesías completas 1917-1937. Paris, Guy Lévis Mano, 1937.

- Oda a Londres bombardeado. Ode à Londres bombardée. Alger, Charlot, 1944. Edición bilingüe
- Odas 1943-1946. Paris, Seghers, 1946.

- El Arma secreta. Paris, Bordas, 1946.

- Mensaje desde la isla desierta (1942-1944). La Haye, Stols, 1947.

- Canciones. Lausanne, Eynard, 1949.

- Sin palabras. Osmose-Girard, 1953.

- Poemas y Poesías (1917-1983). Paris, Grasset, 1973.

- Arco iris. Rome, Valori Plastici, 1979.

- Odas 1930-1980, Lyon, J.-M. Laffont, 1981.

- Poemas reencontrados 1918-1981. Paris, Lachenal & Ritter, 1982.

- Poesías para mis amigos loa niños, Paris, Lachenal & Ritter, 1983.

- Georgia, Epitafios, Canciones. Prólogo de Serge Fauchereau. Paris, Poésie/Gallimard, 1983.

- Poemas y Poesías. Paris, Grasset, "Les Cahiers rouges", 1987.

- Los Campos magnéticos. Publicación en facsímil del manuscrito original de 1919. Paris, Lachenal & Ritter, 1988.

- El pirata

- Mañana es domingo

### Novelas
- El buen apóstol, Paris, Éd. du Sagittaire, "Collection de la Revue européenne", n° 1, 1923.

- A la Deriva, Paris, Ferenczi, coll. "Colette", 1923.

- Los hermanos Durandeau, Paris, Grasset, 1924.

- Viaje de Horace Pirouelle, Paris, Éd. du Sagittaire, coll. "Les Cahiers nouveaux", 1925.

- El Bar del amor. Paris, Les Cahiers du mois, n° 11, 1925. Fragment d'En joue ! (1925).

- Se Juega!, Paris, Grasset, 1925. Édition révisée et préfacée par l'auteur, Paris, Lachenal & Ritter, 1984.

- "Muerte de Nick Carter", nouvelle, in Anthologie de la Nouvelle Prose française, Chez Simon Kra, 1926.Édition en volume, Paris, Lachenal & Ritter, 1983.

- Cuerpo perdido, Paris, Au Sans Pareil, 1926. Primera versión de la novela El corazón de oro (1927).

- El corazón de oro, Paris, Grasset, 1927.

- El negro, Paris, Éd. du Sagittaire, 1927.Réédition, Gallimard, coll. "L'Imaginaire", 1997. Préface de Myriam Boucharenc.

### Ensayos
- Antología de la nueva poesía francesa. Establecida par Ph. Soupault con Léon Pierre-Quint, Francis Gérard et Mathias Lübeck. Paris, Aux Éditions du

- Sagitario, Chez Simon Kra, 1924.

- Guillaume Apollinaire o Reflejos del incendio. Marseille, Les Cahiers du Sud, coll. "Critique", n° 3, 1926.

- Antología de la nueva prosa francesa. Establecida par P. Soupault con Léon Pierre-Quint et Nino Frank. Paris, Aux Éditions du Sagittaire, Chez Simon Kra, 1926.

- Henri Rousseau, le Douanier, Éditions des Quatre-Chemins, 1927.

- William Blake. Paris, Rieder, coll. "Maîtres de l'art moderne", 1928.

- Terpsicore. Paris, Émile Hazan, coll. "Les Neuf Muses", 1928.

- Jean Lurçat, Éditions Cahiers d'Art, coll. "Les Peintres nouveaux", 1928.

- Paolo Uccello. París, Rieder, coll. "Maîtres de l'art ancien", 1929)

- Baudelaire. París, Rieder, 1931.

- Charlot. Paris, Plon, coll. "La Grande Fable : Chroniques des personnages imaginaires", n° 3, 1931.

- Recuerdos de James Joyce. Alger, Charlot, 1943.

- Lautréamont. París, Seghers, coll. "Poètes d'aujourd'hui", n° 6, 1946.

### Escritos autobiográficos
- Invitación al suicidio, Imprimerie Birault, 1922.

- "Deposición", Paris, Les Cahiers du mois, n° 21/22, juin 1926. Première version d' Histoire d'un Blanc (1927).

- Historia de un Blanco. Présentation de Louis Martin-Chauffier. Paris, Au Sans Pareil, coll. "Le Conciliabule des Trente", 1927.

- El tiempo de los asesinos. Historia del detenido nº 1234, New York, Éditions de la Maison Française, 1945.

- Diario de un fantasma, illustrations de André Masson, Victor Brauner, Alexandre Alexeïeff, Mario Nissim, Henri-Jacques Dupuy, François Fossorier, Raoul Ubac, Félix Labisse, Paris, Éd. du Point du jour, 1946.

- Aprender a vivir. Posfacio de J.-M. Laffont. Marseille, Rijois, 1977. Reprise partielle et augmentée d'Histoire d'un Blanc (1927).

- Veinte mil y un día, entrevistas con Serge Fauchereau, Paris, Belfond, 1980.

- Memorias del olvido (1914-1923) tomo I, Paris, Lachenal & Ritter, 1981. Prix Saint-Simon 1981.

- Memorias del olvido (1923-1926) tomo II, Paris, Lachenal & Ritter, 1986.

- Memorias del olvido (1927-1933) tomo III, Paris, Lachenal & Ritter, 1997